# 中央通り (仙台市)
中央通り（ちゅうおうどおり）は、宮城県仙台市青葉区のアーケード商店街であるハピナ名掛丁・クリスロード・マーブルロードおおまちの総称。商店街の総延長は677.95メートル、総店舗数は280店舗（2025年1月現在）。全区間が歩行者専用道路であり、アーケードを備える。一番町や仙台駅西口周辺と並んで、仙台市都心部における中心部商店街の1つとなっている。

## 概要
江戸時代に造られた仙台城大手門前から続く東西の一本道は、東はそのまま陸奥国府・多賀城、仙台の外港である塩釜港、日本三景・松島、東北太平洋岸海運の拠点港石巻港へと続く石巻街道に繋がっている。この一本道の内、城下町の中心である芭蕉の辻周辺は現在ビジネス街となっているが、その一町東の東一番丁から駅前通までが現在「中央通」と呼ばれる。仙台七夕まつりの際のメインストリートの1つ。
戦後の復興期に、中央通りの南側を並走する片側3車線の青葉通が造られ、自動車の東西交通軸の地位をそちらに譲った。現在の中央通りは歩行者専用道路となっている。
商店街組織は、江戸時代の区分けである大町（おおまち）・新伝馬町（しんてんまち）・名懸丁（なかけちょう）の地区ごとにつくられており、現在の大通りによる区分けとは異なっている。江戸時代は「町」（まち）が付く大町と新伝馬町が町人町、「丁」（ちょう）が付く名懸丁が侍町であった（→仙台市都心部#「丁」と「町」）。この道における町人町と侍町の境は、四ツ谷用水が担っていた。既に埋め立てられて痕跡も見当たらないが、現在も商店街の境界となっている。現在、歩道のタイルの模様によって、その名残を留めている。
- マーブルロードおおまち：東一番丁から東二番丁まで
- クリスロード：東二番丁から東四番丁の少し東の四ツ谷用水跡まで
- ハピナ名掛丁：四ツ谷用水跡から駅前通まで

## ハピナ名掛丁

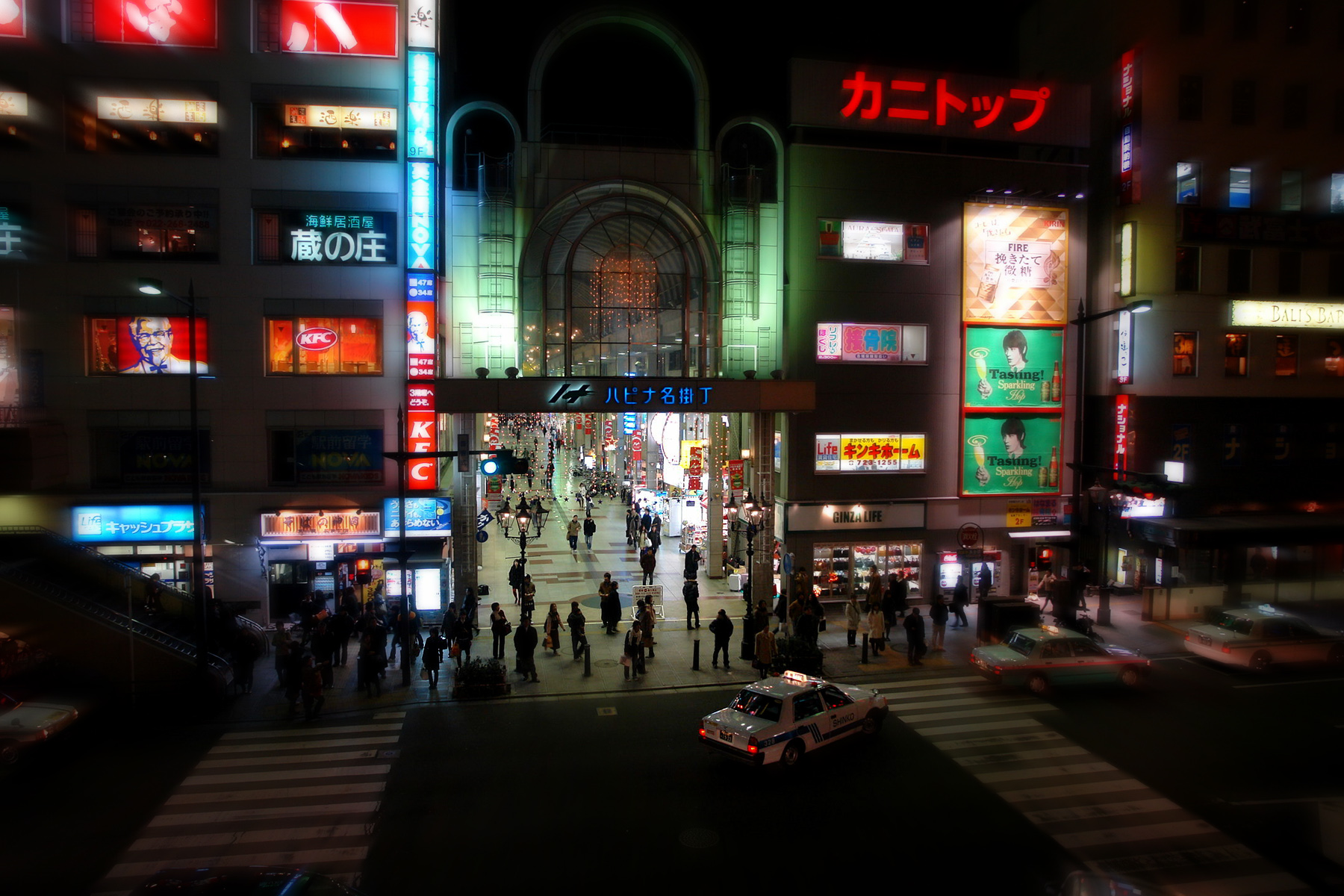
ハピナ名掛丁入口

（江戸時代〜1970年1月19日：名懸丁または名掛丁（なかけちょう）。現在：中央一丁目、中央二丁目）

### 歴史
東一番丁（現在の一番町）と同様に、江戸時代には侍町であったが、現在は中心部商店街となっている街区である。東一番丁は仙台における商人町の証である「町」に改められたが、名掛丁は「丁」のままとなっている。
江戸時代の仙台藩の武士身分では、上級の「門閥七等」の下に大番士、組士（御名懸組）、卒の三等があったが、徒歩侍の組士（御名懸組）が住んだ町であることから「名懸丁」と呼ばれた。名懸丁は、西の新伝馬町から東の東七番丁車町まで続く細長い町で、石巻・松島・塩竈という石巻街道沿いの港から仙台の城下町へ入る際に通らなくてはならず、名懸丁の東の二十人町および鉄砲町（鉄砲足軽138人が置かれた）と合わせて、城下の東の守りであった。
1887年（明治20年）に東北本線が出来ると、東六番丁辺りに出来た踏切によって町は東西に分けられてしまった。西側は、仙台の中心部である国分町・東一番丁・大町と仙台駅との間を結ぶ道として人々の往来が増加し、秩禄処分で没落した士族の街から商店街へと変貌した。大正時代には、間口の広い商店や土蔵が建ち並ぶほどになった。
戦中の仙台空襲で町内は全焼。戦後復興時に、北に谷風通、南に政岡通が平行して出来た。また、名掛丁と政岡通とを繋ぐじゃんじゃん横丁もこの時期に出来たという。その後、東一番丁では両側に歩道が出来て歩車分離がなされたのに対し、名掛丁を含む中央通りは歩車分離がされなかった。1965年（昭和40年）12月、初代アーケードが完成し、中央通が全てアーケードで覆われ、歩行者専用道路となった。
なお、線路の東側の名掛丁については宮城野橋（X橋）を参照。

### 現在
駅前通の東側にJR仙台駅、東五番丁地下に仙台市地下鉄南北線・仙台駅があるため、両駅に近いこの街区は「仙台駅前」の商業地区に含まれる場合がある。仙台駅に近いことから他都市の地下街のような歩行者動線の誘導機能も持つ。
交差する東五番丁や駅前通を含め、パチンコ店やゲームセンター等のアミューズメント系の立地が他の街区より目だっている。
また、政岡通や名掛丁センター街などの横丁を初め、飲食店も多く立地している。ハピナ名掛丁周辺には飲食店の集中の度合いが高く、国分町との間で客の奪い合いが起きているといわれている。
なお、「ハピナ名掛丁」の「ハピナ」とは、「幸福な」を意味する英語の形容詞 "happy" を、日本語の形容動詞化した「ハッピーな」に由来する造語で、1993年（平成5年）に名付けられた。また、ローマ字書きの「HAPINA」は、"Heartful Amenity Place Interfaced Natural Arcade" の頭文字をとったともされる。

## クリスロード
（江戸時代〜1970年1月19日：新伝馬町（しんてんまち）。現在：中央二丁目）

### 歴史
仙台の城下町が開府された時には「日形町」との名称であった。城下には国分町と北目町に伝馬の宿駅が置かれたが、需要に供給が間に合わなかったため、日形町にも伝馬が置かれ、1694年に「新伝馬町」と改称された。仙台近郊のみならず、山形や秋田などからも荷馬車が集まる問屋街として発展し、米・野菜・粉・薪が移入され、反物・紙・魚などが移出された。
1887年（明治20年）に東北本線・仙台駅が出来ると、荷馬車から鉄道に流通の主役が次第に移り、大正時代には卸売問屋街となっていた。
戦後の1964年（昭和39年）に「仙台卸業団地建設委員会」が設立され、昭和40年代を通じて市街地東部に卸商団地（卸町）と国道4号仙台バイパスが造られたことで問屋は移転していき、仙台駅と一番町を繋ぐルート上の小売商店街へと変化した。

### 現在
本町の専門学校・予備校地区に近いため、東四番丁の地下にある仙台市地下鉄南北線・広瀬通駅やJR仙石線・あおば通駅などを利用する学生の通学路となって新学生街の様相を呈している。この街区は、横道である東四番丁や東三番丁などと一体となって面的な広がりを持っており、若者向けの店舗が立地している。
原宿のクレープのように、歩きながら食べる安価なグルメとして、阿部蒲鉾店の「ひょうたん揚げ」がここでは人気であり、ぶらんどーむ一番町・お茶の井ヶ田の「抹茶ソフトクリーム」、仙台駅ビル・ずんだ茶寮の「ずんだシェイク」と並び、仙台の三大歩き食べとなっている。
仙台四郎が鎮座する三瀧山不動院がある。
定期的に、遊佐未森の「いつも同じ瞳」をBGMとして聞くことができる。
なお、「クリスロード」とは、"Creative Life In Shopping" の頭文字と、"road" （通り）を合成した造語である。

## マーブルロードおおまち
（江戸時代〜1970年1月19日：大町四丁目、大町五丁目、大町五丁目新丁。現在：一番町三丁目）

### 歴史
江戸時代には、東一番丁との交点付近が大町四丁目（小間物）、それより東側が大町五丁目（油など）とされ、西側の芭蕉の辻周辺の大町三丁目（呉服）と共に、伊達家の譜代町として米沢、岩出山と移転してきた特権商人が軒を連ねた街区である（括弧内は各町に与えられた専売権）。大町一および二丁目は譜代町ではないが、一丁目は古着、二丁目は木綿の専売権があった。奥州街道である国分町と交差する三丁目には京屋、四丁目にも島屋という飛脚屋もあった。
昭和初期に三越の仙台進出計画が明るみに出ると、打撃をうけると考えた地元商店街は反対運動を開始した。三越が1933年（昭和8年）に定禅寺通近くの東一番丁に進出が決定すると、先んじて1932年（昭和7年）に藤崎が大町四丁目に百貨店を開店した（地上3階、地下1階）。開店後は、仙台三越が高級百貨店、藤崎は庶民的な百貨店として住み分けがなされ、「見るは三越、買うは藤崎」と言われたが、80年近く経った現在は藤崎もルイ・ヴィトンを取り扱うなど高級店化が進んだ。

### 現在
この商店街は、東一番丁通（ぶらんどーむ一番町・サンモール一番町）と「一番町アーケード大町広場」で交差している。この交点付近には、東北地方で一番の売り上げを持つ百貨店「藤崎」があり、それを中心とした一番町三丁目のブロックには、宝飾店やブランドショップ、横道にもセレクトショップ、美容室などが軒を連ねている。
この街区は一番町と一体となっているため、仙台の商業統計では「一番町三丁目」として一緒にされることがある。県外からの買い物客は、統計的に、この「一番町三丁目」のブロックと「仙台駅前」で最も多くの消費行動をしている。
1996年（平成8年）3月に新装された現在のアーケードには、東二番丁通との交差点近くのアーケード東端の天蓋下に「空中ステージ」が設置されており、仙台ゴスペルフェスティバルなどの音楽イベント開催時や、SENDAI光のページェント期間中などに、そこで演奏が行われる。「空中ステージ」にはパイプオルガンが設置されており、定期的に自動演奏される。
なお、この街区は大理石で舗装がなされているため、「マーブルロード」と名づけられた。

## 自動車の侵入・暴走事故
全区間が終日歩行者専用道路となっているこれらの商店街であるが、自動車の侵入・暴走による死傷事故が発生している。
- 2005年（平成17年）4月2日9時すぎ、「クリスロード」からトラックが侵入、アーケード内を「ハピナ名掛丁」まで550mに渡って暴走、歩行者3人が死亡、4人が重軽傷を負った。
- 2005年（平成17年）12月25日18時50分ころ、「マーブルロードおおまち」に乗用車が侵入・暴走し、歩行者7人が負傷した。

## 交差する道路
| 交差する道路など                                               | 交差する道路など                                                 | 交差点   | 路線番号               | 歴史的町名 活用道路 | 商店街                 |
| 南方向                                                         | 北方向                                                           | 交差点   | 路線番号               | 歴史的町名 活用道路 | 商店街                 |
| -------------------------------------------------------------- | ---------------------------------------------------------------- | -------- | ---------------------- | ------------------- | ---------------------- |
| 市道青葉1168号青葉山線＜大町通り＞                             |                                                                  |          |                        |                     |                        |
| 市道青葉1157号東一番丁線 ＜サンモール一番町＞ ＜東一番丁通り＞ | 市道青葉1157号東一番丁線 ＜ぶらんど～む一番町＞ ＜東一番丁通り＞ |          | 市道青葉1168号青葉山線 | 大町通り            |                        |
|                                                                |                                                                  |          | 市道青葉1168号青葉山線 | 大町通り            | マーブルロードおおまち |
| 市道青葉1234号南光院丁線 ＜南光院丁通り＞                      | 市道青葉1233号大町五丁目新丁線 ＜いこゐ小路＞                    |          | 市道青葉1168号青葉山線 | 大町通り            |                        |
|                                                                |                                                                  |          | 市道青葉1168号青葉山線 | 大町通り            |                        |
| 国道286号＜東二番丁通り＞                                      | 国道286号＜東二番丁通り＞                                        | 中央通り |                        |                     |                        |
|                                                                |                                                                  |          | 市道青葉1510号中央通線 | 新伝馬町通り        | クリスロード           |
| 市道青葉1156号東三番丁線＜東三番丁通り＞                       |                                                                  |          | 市道青葉1510号中央通線 | 新伝馬町通り        | クリスロード           |
| 市道青葉1155号東四番丁線＜東四番丁通り＞                       |                                                                  |          | 市道青葉1510号中央通線 | 新伝馬町通り        | クリスロード           |
| 四ツ谷用水                                                     |                                                                  |          | 市道青葉1510号中央通線 | 新伝馬町通り        | クリスロード           |
|                                                                | ハピナ名掛丁                                                     |          | 市道青葉1510号中央通線 | 新伝馬町通り        |                        |
|                                                                |                                                                  |          | 市道青葉1510号中央通線 | 新伝馬町通り        |                        |
| 市道青葉1154号愛宕上杉通2号線＜愛宕上杉通＞                    |                                                                  |          | 市道青葉1510号中央通線 |                     |                        |
|                                                                |                                                                  |          | 市道青葉1510号中央通線 | 名掛丁通り          | ハピナ名掛丁           |
| 市道青葉1152号駅前通線＜駅前通＞                               |                                                                  |          |                        | 名掛丁通り          |                        |
| 市道青葉1151号名掛丁1号線＜名掛丁通り＞                        |                                                                  |          |                        |                     |                        |